# Daniel Vávra
Daniel Vávra (* 2. září 1975 Rychnov nad Kněžnou) je český videoherní designér, scenárista a režisér a spoluzakladatel a kreativní ředitel Warhorse Studios.
Mezi jeho nejznámější díla patří série videoher Mafia a Kingdom Come: Deliverance. V roce 2011 byla odhadovaná prodejnost prvních dvou dílů z videoherní série Mafia, jejichž vývoj Vávra řídil, na pět milionů kopií. Od té doby Vávra pracoval na Kingdom Come: Deliverance, hra vyšla v únoru 2018 a k červenci 2022 se videohry prodalo na osm milionu kopií. Jeho poslední hra, Kingdom Come: Deliverance II, vyšla v únoru 2025 a taktéž zaznamenala úspěch, když v prvním dni po vydání bylo prodáno přes milion kopií.

## Biografie
Narodil se v Rychnově nad Kněžnou. V současné době[kdy?] žije na Praze 1. Je částečně židovského původu. Od mládí se zajímá o informační technologie, kreslí komiksy a fotografuje. Vystudoval Střední uměleckou školu v Turnově. Kariéru začal jako grafik ve společnosti TIPA se zaměřením rytec kovů. V současné době[kdy?] nejen hry vytváří, ale také o nich píše pro herní magazín Level, kde má svoji pravidelnou rubriku; v minulosti psal i pro ostatní herní média.
Na přelomu tisíciletí působil na demoscéně ve skupině Broncs jako grafik pod pseudonymem Hellboy.
Mezi jeho sportovní záliby patří hraní paintballu.
Od listopadu 2012 se angažoval v protestech proti zadržení Ivana Buchty a Martina Pelzara z firmy Bohemia Interactive, vývojáře videohry ArmA 3 během jejich dovolené v Řecku.
Na přelomu roku 2019 a 2020 se médii šířila zpráva, že Daniel Vávra má ambice na prezidentskou kandidaturu v roce 2023. Tu však později vyvrátil s vysvětlením, že šlo o vtip. Přesto promluvil o své nespokojenosti s vývojem politické kultury v České republice.

### Kontroverze a dezinformace
V roce 2021 se stal jedním ze zakladatelů Společnosti pro obranu svobody projevu (SOSP), která podle ministerstva vnitra používá některé problematické postupy, jako je šíření dezinformací či konspirační uvažování.

### Illusion Softworks / 2K Czech
V roce 1998 byl přijat do firmy Illusion Softworks jako 2D grafik. Jeho první projekt byla hra Hidden & Dangerous. Dalším projektem byla světoznámá hra Mafia: The City of Lost Heaven. Podílel se na ní jako hlavní designér, scenárista a režisér. Později se stal nejznámějším zaměstnancem pražských Illusion Softworks. Spolupracoval též na hře Wings of War, která byla vydána v roce 2004. Poté pracoval na projektu Hi-Tech, který byl později zrušen. Jeho poslední hra pro Illusion Softworks je Mafia II. Během vývoje Mafie 2 byla firma koupena v roce 2007 společností 2K Games, která ji přejmenovala z Illusion Softworks na 2K Czech. Na rozdíl od předchozích titulů pro tuto hru napsal scénář, ale na tvorbě hry se mohl podílet minimálně, Vávrovo příběhové zakončení hry bylo poté z americké strany ještě před jejím vydáním kontroverzně pozměněno. Ještě během vývoje Mafie 2 pracoval na scénáři k Mafii III, ten byl ale zrušen, v roce 2009 Vávra z 2K Czech odešel.
„Dan odešel kvůli mně (a mým nadřízeným), protože ho nebavilo neustále měnit design a příběh, podle feedbacků a přání velké skupiny "chytrých" manažerů a directorů. Myslím, že se rozhodl správně. Kdybych tenkrát tušil, jak to bude dál pokračovat, odešel bych taky.“ — Jarek Kolář, tehdejší producent Mafie 2  

### Warhorse Studios
V roce 2011 spoluzaložil firmu Warhorse Studios, která 13. února 2018 vydala RPG hru Kingdom Come: Deliverance, realistické historické RPG z pohledu první osoby, s otevřeným realistickým světem, souboji a jízdou na koni. Přes obchod Steam se prodalo přes 300 tisíc kopií hry během prvních dvou dnů od vydání. a rok po vydání společnost Warhorse oznámila dva miliony prodaných kopií.
V roce 2025 vyšlo pokračování s názvem Kingdom Come: Deliverance II.

### V. O. X. TV
Od ledna 2021 do března 2023 moderoval podcast Proti větru s Vávrou (též jen Proti Větru) v internetové televizi V.O.X. TV, kde se věnoval obvykle odborným nebo politickým tématům.

## Tvorba

### Videohry
- Hidden & Dangerous (1999), Illusion Softworks[20]
- Mafia: The City of Lost Heaven (2002), Illusion Softworks[20]
- Mafia II (2010), 2K Czech[20]
- Kingdom Come: Deliverance (2018), Warhorse Studios
- Kingdom Come: Deliverance II (2025), Warhorse Studios